# Feuillants
Feuillants era el nombre que se daba a los monjes cistercienses de la abadía de Notre-Dame-des-Feuillants, fundada en 1145 en el reino de Francia, en territorio perteneciente posteriormente a la diócesis de Rieux. Se establecieron como una congregación separada en 1589, con la reforma del abad Jean de la Barrière que aprobó el papa Gregorio XIII. El nombre (del francés feuille -"hoja"- como verdura) provenía de su régimen de alimentación, estrictamente vegetariano, sin incluir huevos ni pescado. Entre otras normas, debían dormir y comer sobre el suelo, realizar trabajos manuales y guardar voto de silencio. Establecieron dos monasterios en Roma. En 1630 la orden se dividió en dos ramas, la francesa (Feuillants) y la italiana (Bernardinos reformados). La rama francesa fue suprimida durante la Revolución, en 1791; mientras que la italiana se reintegró a la Orden del Císter.
De manera similar a lo que ocurrió con jacobinos y cordeleros, su nombre fue adoptado por un club revolucionario francés, en este caso de ideología moderada: el Club des Feuillants.

## notas y referencias
1. ↑   feuillant nom masculin]

- Datos: Q1410147